# Prerafaelitisme

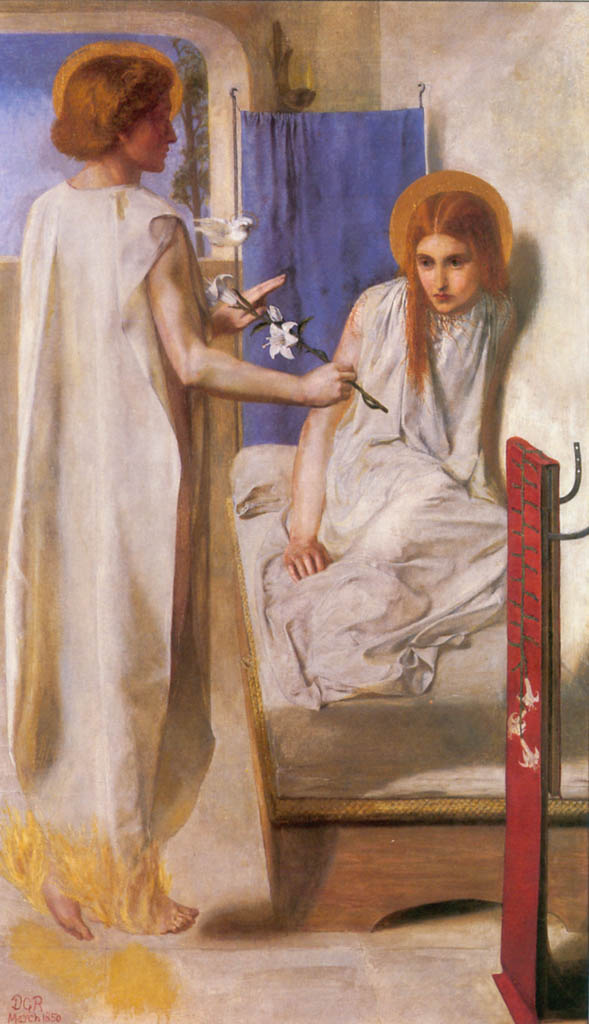
Ecce Ancilla Domini!, de Dante Gabriel Rossetti (1849-1850). Tate Gallery, Londres.

El Prerafaelitisme (Pre-Raphaelites) és un corrent artístic anglès sorgit entorn d'un grup de pintors, poetes i crítics, fundat el 1848 per John Everett Millais, Dante Gabriel Rossetti i William Holman Hunt amb el nom de Fraternitat Prerafaelita (Pre-Raphaelite Brotherhood).
La intenció del grup era la reforma de l'art refusant el manierisme per considerar-lo una aproximació mecanicista adoptada pels artistes seguidors de Rafael i Miquel Àngel. Pensaven que els posats clàssics i les elegants composicions de Rafael, en particular, havien tingut una influència corruptiva sobre l'ensenyament acadèmic de l'art. D'aquí el nom de «Prerafaelites». Buscaven un retorn al detallisme, els colors intensos i les composicions complexes del Quattrocento italià.
Els Prerafaelites han estat considerats com el primer moviment artístic d'avantguarda; tanmateix ells van refusar aquesta etiqueta perquè continuaven acceptant com a elements centrals de l'art tant els conceptes de la pintura històrica com el de la mimesi, o imitació de la natura. Malgrat això, els Prerafaelites es van definir clarament com un moviment reformista, creant un nom específic per al seu art i publicant el diari The Germ (el germen) per a promoure les seves idees. Els seus debats van quedar registrats en el Pre-Raphaelite Journal.
La doctrina inicial va ser expressada en quatre principis:
1. Tenir idees genuïnes per expressar.
2. Estudiar la natura amb cura, per tal de conèixer com expressar-la.
3. Simpatitzar amb tot allò que és directe, seriós i sentit en l'art anterior, amb l'exclusió de tot allò que és convencional, ostentós i après de memòria.
4. El més important, fer pintures i estàtues totalment bones.

Aquests principis no eren dogmàtics de manera deliberada, en tant que el grup volia emfasitzar la responsabilitat personal dels artistes individuals per tenir idees i mètodes de descripció propis.
Un dels artistes d'aquest corrent artístic, William Morris, va tenir una gran influència en el modernisme de Catalunya a través d'Alexandre de Riquer.

## La Fraternitat Prerafaelita
La Fraternitat Prerafaelita (Pre-Raphaelite Brotherhood, PRB), integrada per William Holman Hunt, sir John Everett Millais, Dante Gabriel Rossetti, James Collinson, Thomas Woolner, Frederick G.Stephens i William Michael Rossetti, es va constituir a Londres l'any 1848 amb la finalitat de donar a l'obra d'art un significat capaç de transmetre un missatge tal com havia fet la pintura cristiana. Els fundadors van ser William Holman Hunt (1827-1910), John Everett Millais (1829-1896) i Dante Gabriel Rossetti (1828-1882). Posteriorment es va incorporar al grup Walter Dewell. I poc abans de desfer-se, es van sumar a la Fraternitat els pintors Edward Coley Burne-Jones (1833-1989) i William Morris.
El grup com a tal va durar poc més de quatre anys, que, això no obstant, van ser suficients per a desenvolupar un estil de pintura molt característic, que seria anomenat prerafaelitisme.
Inicialment, el públic i la crítica van rebre amb hostilitat els prerafaelites, però poc temps després el grup va començar a imposar-se i a ser vist amb simpatia pels interessats en la pintura i pels col·leccionistes. John Ruskin (1819-1900), el crític més influent de la Gran Bretanya durant el segle xix, els va recolzar.

## Inicis

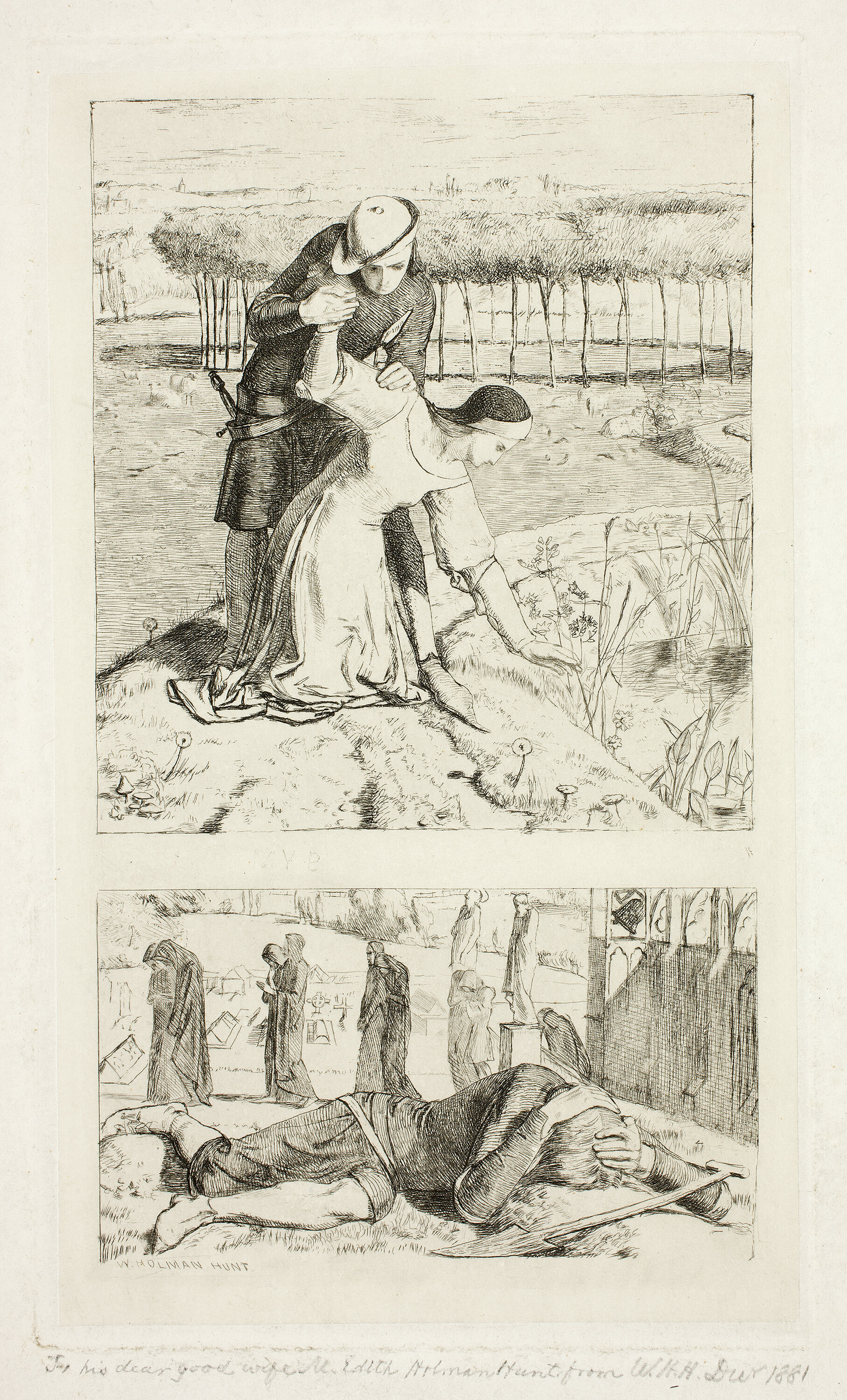
William Holman Hunt. Il·lustració del poema de Thomas Woolner My Beautiful Lady, publicat a The Germ (1850)

La Fraternitat Prerafaelita es va fundar a casa dels pares de John Everett Millais, a Londres, l'any 1848. A la primera reunió hi van estar presents a més d’ell els pintors Dante Gabriel Rossetti i William Holman Hunt. Hunt i Millais eren estudiants de la Royal Academy of Arts i s'havien conegut en una altra associació independent, el Cyclographic Club, una associació de dibuixants. En aquell temps Rossetti i Hunt compartien pis a Fitzrovia, un cèntric barri de Londres. Hunt havia començat a pintar La vigília de Santa Agnès basant-se en el poema homònim de Keats, però no el va completar fins al 1867.
Com a aspirant a poeta, Rossetti volia analitzar els vincles entre la poesia romàntica i l'art. A la tardor, quatre membres més, els pintors James Collinson i Frederic George Stephens, el germà de Rossetti, poeta i crític, William Michael Rossetti, i l'escultor Thomas Woolner, s'havien unit per a formar un grup de set membres. Van convidar també el pintor Ford Madox Brown, més gran que ells i de qui Rossetti era alumne, a unir-s’hi, però se’n va mantenir al marge, encara que va donar suport al grup durant tot el període del prerafaelitisme i va fer aportacions a la revista The Germ. Altres pintors i escultors joves, com ara Charles Allston Collins i Alexander Munro, van esdevenir associats ferms. El grup volia mantenir en secret l'existència de la fraternitat als membres de la Reial Acadèmia.

## Primeres exposicions i publicacions

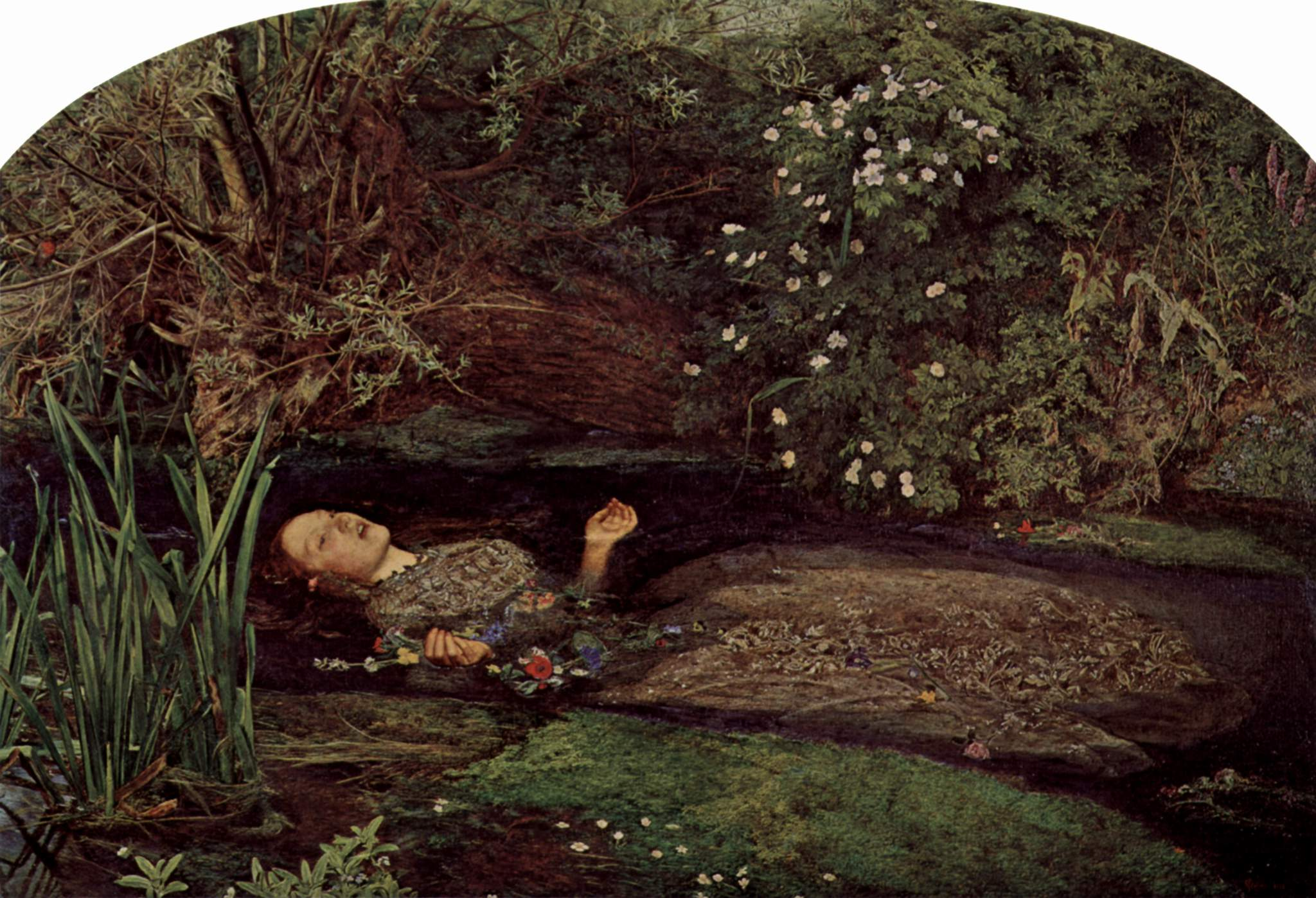
Ophelia, de John_Everett_Millais (1851-1852). Tate Gallery, Londres.

Les primeres exposicions d'obra prerafaelita van tenir lloc el 1849. Tant Isabella, de Millais, (1848-1849) com Rienzi, de Holman Hunt, (1848-1849) es van exposar a la Royal Academy. La infantesa de la Verge Maria de Rossetti es va mostrar en una exposició gratuïta a Hyde Park Corner. Tal com havien acordat, tots els membres de la Fraternitat van signar llur obra amb el seu nom i les inicials “PRB” (Pre-Raphaelite Brotherhood). Entre el gener i l'abril del 1850, el grup va publicar una revista literària, The Germ, editada per William Rossetti, que publicava poesia dels Rossetti, Woolner i Collinson i assaigs sobre art i literatura d'associats de la Fraternitat, com ara Coventry Patmore. Tal com es desprén de la seva curta durada, la revista no va aconseguir un impuls sostingut.

## Polèmiques públiques

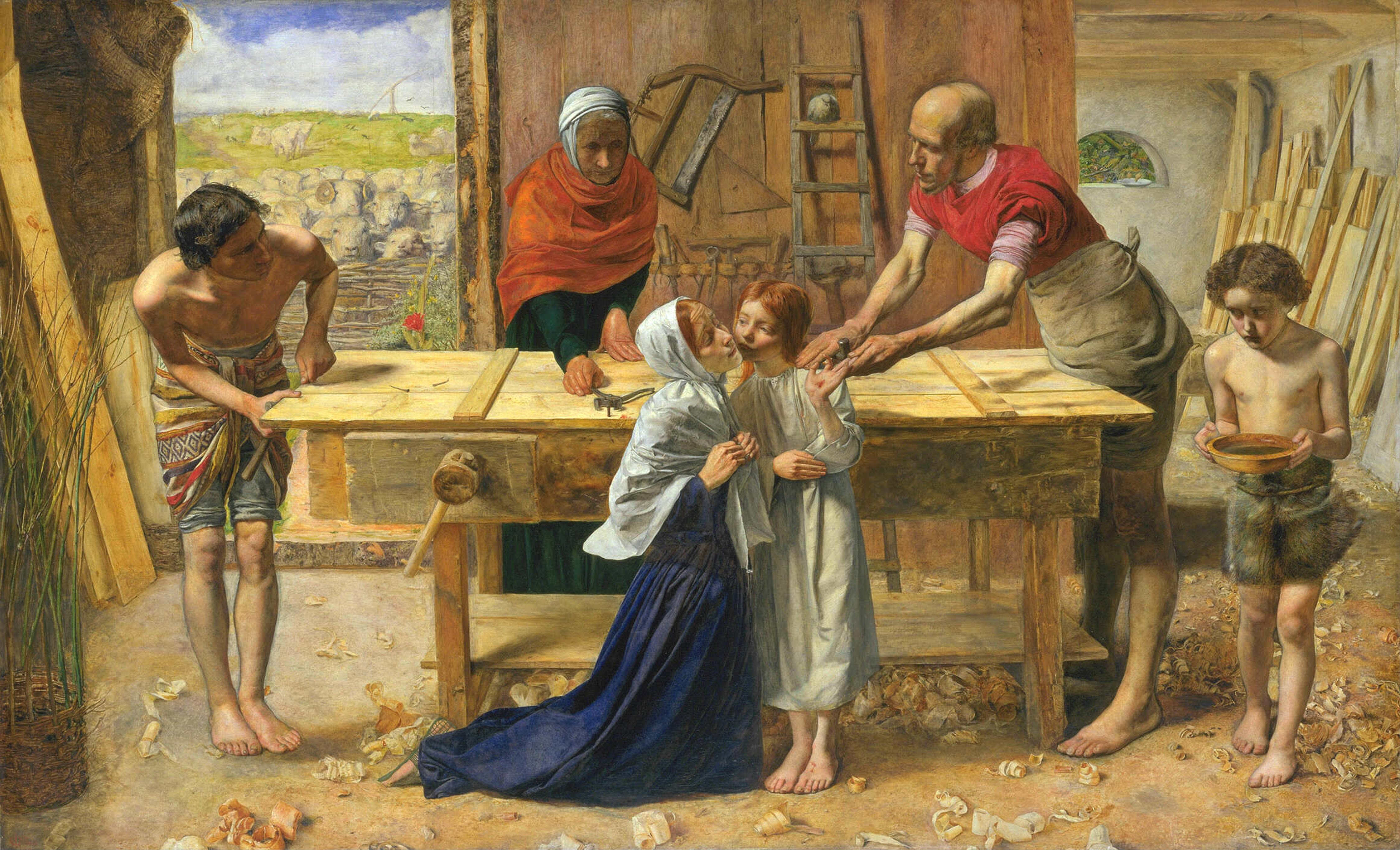
Crist a la casa dels seus pares, de John Everett Millais (1850)

El 1850 la Fraternitat Prerafaelita es va convertir en objecte de controvèrsia després que el quadre de Millais Crist a la casa dels seus pares fos considerat blasfem per molts crítics, especialment per Charles Dickens. Dickens considerava que la Maria de Millais era lletja. Millais havia utilitzat la seva cunyada, Mary Hodgkinson, com a model de Maria en la seva pintura. El medievalisme de la Fraternitat va ser considerat un pas enrere i la seva extrema devoció pels detalls va ser qualificada de lletja i discordant a la vista. Segons Dickens, Millais va fer que els membres de la Sagrada Família semblessin alcohòlics o indigents, adoptant postures "medievals" contorsionades i absurdes.
Després de la polèmica, James Collinson va abandonar la Fraternitat perquè creia que estava desprestigiant la religió cristiana. La resta de membres es van reunir per a discutir si havia de ser substituït per Charles Allston Collins o Walter Howell Deverell, però no van arribar a cap decisió. A partir d’aleshores el grup es va dissoldre, tot i que la seva influència va continuar. Els artistes que havien adoptat aquell estil inicialment el van continuar, però ja no van signar obres com a "PRB".
Els prerafaelites van estar influenciats per les teories del crític John Ruskin, que va lloar llur devoció per la natura i el rebuig dels mètodes convencionals de composició. Va escriure a The Times defensant el seu treball i posteriorment els va voler conèixer. Inicialment va afavorir Millais, que va viatjar a Escòcia l'estiu de 1853 amb ell i la seva dona, Euphemia Chalmers Ruskin, de soltera Gray (actualment més coneguda com Effie Gray), amb l'objectiu de pintar el retrat de Ruskin. Però Effie es va enamorar de Millais i es va produir una crisi. En els procediments posteriors d'anul·lació del matrimoni, el mateix Ruskin va fer una declaració al seu advocat en el sentit que el seu matrimoni no havia estat consumat i Effie va quedar lliure per a casar-se amb Millais, però això va provocar un escàndol públic. Millais va començar a allunyar-se de l'estil prerafaelita després del seu matrimoni i Ruskin finalment va atacar les seves obres posteriors. Ruskin va continuar donant suport a Hunt i Rossetti i va aportar diners per a fomentar l'art d'Elizabeth Siddall, la dona de Rossetti.
El 1853 el grup original pràcticament s'havia dissolt i només Holman Hunt es va mantenir fidel als seus principis. Però el qualificatiu "Prerafaelita" es va seguir adjudicant a Rossetti i altres, com ara William Morris i Edward Burne-Jones, amb els quals es va relacionar a Oxford el 1857. Per això el terme Prerafaelita s'associa a un moviment artístic més ampli i de més llarga vida.

## Llista d'artistes

### Fraternitat Prerafaelita inicial
- James Collinson (pintor)
- William Holman Hunt (pintor)
- John Everett Millais (pintor)
- Dante Gabriel Rossetti (pintor, poeta)
- William Michael Rossetti (crític)
- Frederic George Stephens (crític)
- Thomas Woolner (escultor, poeta)

### Artistes i figures associats
- Ford Madox Brown (pintor, dissenyador)
- Edward Burne-Jones (pintor, dissenyador)
- Walter Howell Deverell (pintor)
- Charles Allston Collins (pintor)
- Arthur Hughes (pintor, il·lustrador de llibres)
- Jane Morris (model)
- May Morris (brodadora i dissenyadora)
- William Morris (dissenyador, escriptor)
- Christina Rossetti (poeta)
- John Ruskin (crític)
- Elizabeth Siddal (pintora, poeta i model)
- Simeon Solomon (pintor)
- Algernon Swinburne (poeta)
- Henry Wallis (pintor)

### Artistes simpatitzants
- John William Godward (pintor)
- Thomas Cooper Gotch (pintor)
- Lord Frederic Leighton (pintor)
- John William Waterhouse (pintor)
- Cesare Saccaggi (pintor)

## Il·lustració i poesia

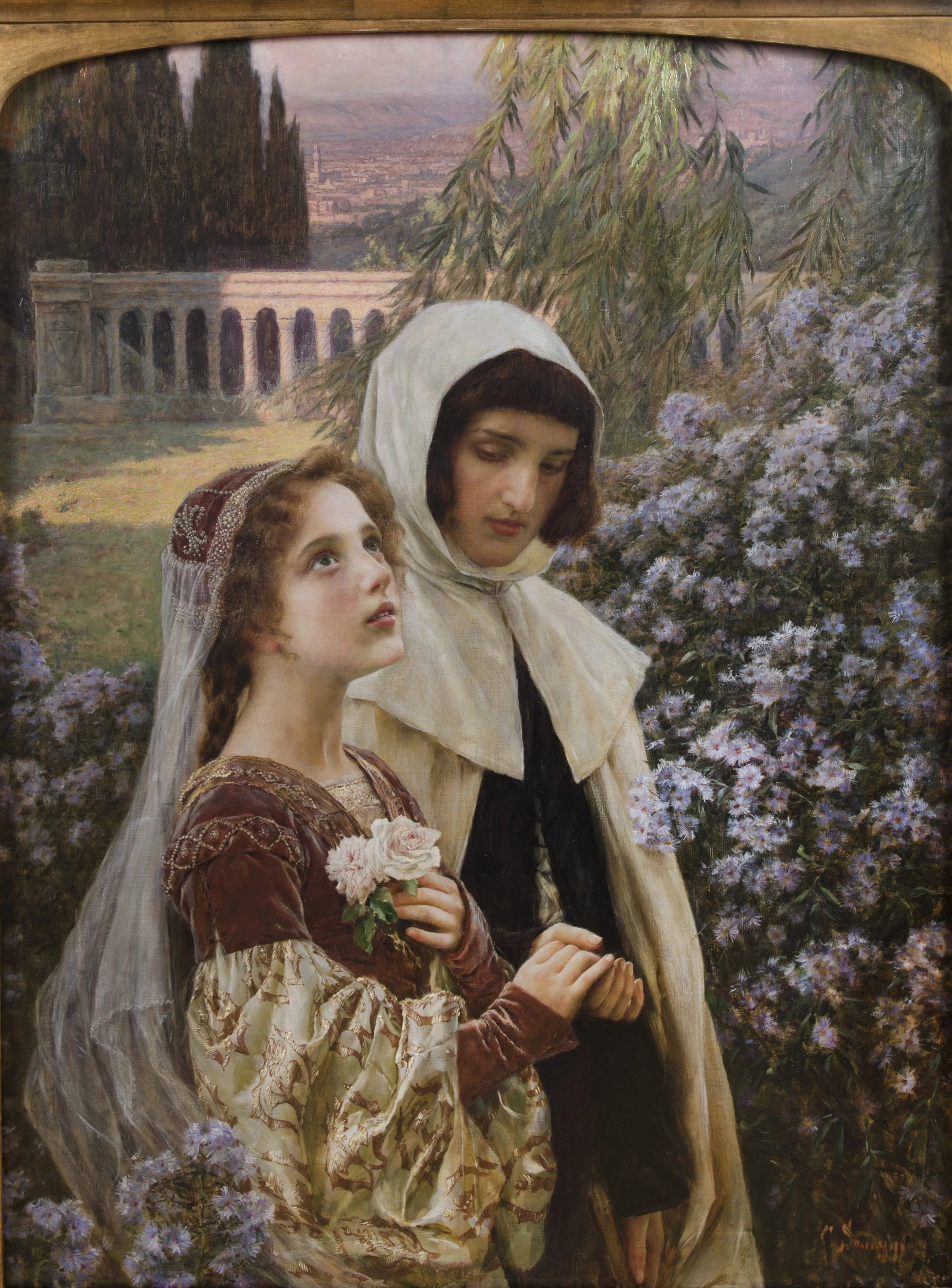
Dante i Beatriu al jardí, de Cesare Saccaggi (1903).

Molts membres del cercle "intern" prerafaelita (Dante Gabriel Rossetti, John Everett Millais, William Holman Hunt, Ford Madox Brown, Edward Burne-Jones) i del cercle "extern" (Frederick Sandys, Arthur Hughes, Simeon Solomon, Henry Hugh Armstead, Joseph Noel Paton, Frederic Shields, Matthew James Lawless) treballaven simultàniament en pintura, il·lustració i, de vegades, poesia. La moral victoriana va considerar la literatura un art superior a la pintura a causa dels seus "nobles fonaments per a una noble emoció". Robert Buchanan (un escriptor crític amb la Fraternitat Prerafaelita) va creure amb tanta vehemència aquesta jerarquia artística que va escriure: "La veritat és que la literatura, i més particularment la poesia, està molt malament quan un art s'apodera d'un altre i li imposa les seves condicions i limitacions." Aquest era l'entorn hostil al qual s'enfrontaven els prerafaelites en diversos mitjans. Els prerafaelites van mirar de revitalitzar la pintura temàtica, que havia estat abandonada i considerada artificiosa. La seva creença que cada quadre havia d'explicar una història va ser un pas important per a l’apropament de la pintura i la literatura (considerades finalment dues Arts Germanes), o si més no una ruptura en la rígida jerarquia promoguda per escriptors com Robert Buchanan.
L'anhel prerafaelita d'una relació més estreta entre la pintura i la literatura també es va manifestar en la il·lustració. La il·lustració n'és una unificació més directa i, com la pintura de subjecte, pot conformar una narració pròpia. Els prerafaelites, i especialment Dante Gabriel Rossetti, tenien ànsia per les limitacions de la il·lustració. El 1855, Rossetti va escriure a William Allingham sobre la independència de la il·lustració. En aquella carta resulta evident el desig de Rossetti no només de donar suport a la narració del poeta, sinó de crear una il·lustració al·legòrica que també funcioni per separat del text. En aquest sentit, les il·lustracions prerafaelites van més enllà de la representació d'un episodi d'un poema, sinó que funcionen com a pintures de temes dins d'un text.

## Col·leccions
Hi ha importants col·leccions d'obra prerafaelita a diversos museus del Regne Unit, com ara el Birmingham Museum and Art Gallery, la Tate Gallery, el Victoria and Albert Museum, la Manchester Art Gallery, la Lady Lever Art Gallery i la Walker Art Gallery de Liverpool. La Galeria d'Art d'Austràlia Meridional i el Museu d'Art de Delaware, als EUA, tenen les col·leccions d'art prerafaelita més importants fora del Regne Unit. El Museu d'Art de Ponce, a Puerto Rico, també té una notable col·lecció d'obres prerafaelites, com ara L'última dormició d’Artur a Avalon, de Sir Edward Burne-Jones, June flamejant, de Frederic Lord Leighton i diverses obres de William Holman Hunt, John Everett Millais, Dante Gabriel Rossetti i Frederic Sandys. La col·lecció Ger Eenens, als Països Baixos, inclou una obra de John Collier, Circe (signada i datada el 1885), que es va exposar a l'Exposició Universal de Chicago de 1893. La representació britànica ocupava 14 sales i volia mostrar una temàtica propera a l'esperit de la Fira; per això hi havia un bon grapat d’obres de pintors prerafaelites i neoclàssics que van ser molt ben rebudes.

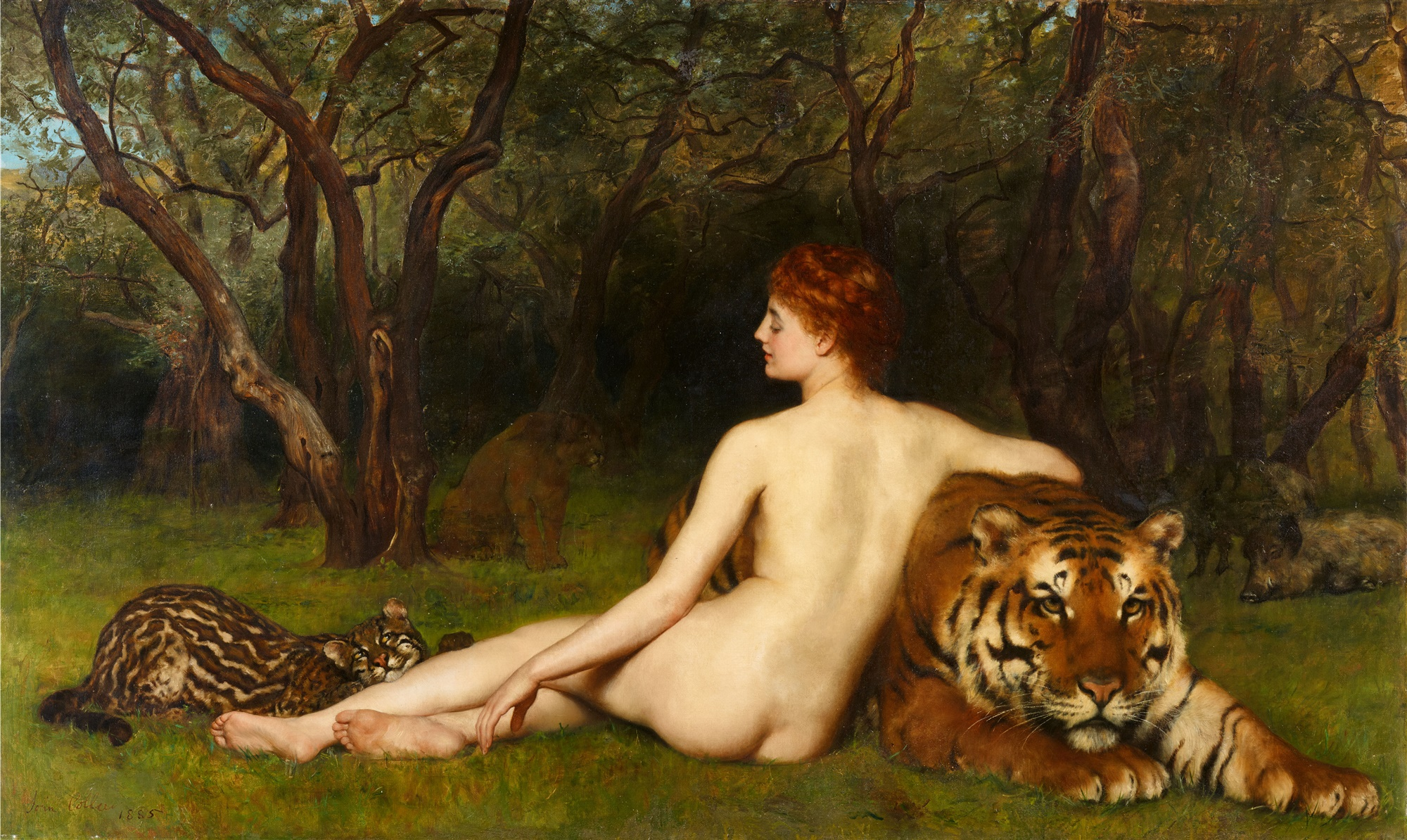
Circe, de John Collier (1885). Representa la seductora maga de l'Odissea d'Homer; es va exposar a la Fira Mundial d'Art de Chicago de 1893.

A l'Antiga Biblioteca de la Oxford Union hi ha un conjunt de murals prerafaelites que representen escenes de les llegendes artúriques, pintades entre 1857 i 1859 per un equip de Dante Gabriel Rossetti, William Morris i Edward Burne-Jones. Les cases del National Trust a Wightwick Manor, Wolverhampton, i a Wallington Hall, Northumberland, tenen col·leccions significatives i representatives. Andrew Lloyd Webber és un àvid col·leccionista d'obres prerafaelites, i el 2003 es va exposar a la Royal Academy de Londres una selecció de 300 obres de la seva col·lecció.
Kelmscott Manor, la casa rural de William Morris des de 1871 fins a la seva mort el 1896, és propietat de la Societat d'Antiquaris de Londres i està oberta al públic. Apareix a la novel·la News from Nowhere (Notícies d'enlloc) de Morris de 1890. També, al fons de Water Willow, apareix un retrat de la seva dona, Jane Morris, pintat per Dante Gabriel Rossetti el 1871. A més a més hi ha exposicions relacionades amb els primers experiments de Morris i Rossetti amb la fotografia.